# Мироновка (Кропивницкий район)
Мироновка (укр. Миронівка) — село в Катериновской сельской общине Кропивницкого района Кировоградской области Украины.
Население по переписи 2001 года составляло 28 человек. Почтовый индекс — 27611. Телефонный код — 522. Код КОАТУУ — 3522581805.